# Frank Crüsemann
Frank Crüsemann (* 9. Juli 1938 in Bremen) ist ein deutscher Alttestamentler und lehrte von 1980 bis 2004 an der Kirchlichen Hochschule Bethel. Bekannt wurde er besonders durch seine Veröffentlichungen zur Tora, zu Elija und zur Sozialgeschichte des Alten Testaments, sowie seine Beteiligung am christlich-jüdischen Dialog und seine Mitwirkung bei Deutschen Evangelischen Kirchentagen.

## Biografie
Crüsemann wurde 1938 in Bremen geboren als Sohn von Gustav und Jutta Crüsemann (geb. Ermisch). Der Familienname Crüsemann ist in Bremen recht bekannt – so wurde Conrad Carl Eduard Crüsemann (1826–1869) die Crüsemannallee gewidmet. Crüsemann hatte eine durch Krieg und Beruf des Vaters wechselvolle Schullaufbahn mit den Stationen Sörnewitz in Sachsen, Hamburg, Weiler im Allgäu, München und wieder Hamburg, wo er 1958 das Abitur ablegte. Nach dem Studium der Evangelischen Theologie in Hamburg, Heidelberg, Mainz und Erlangen und dem Ersten Theologischen Examen in Bayern, kehrte er 1964 an die Universität Mainz zurück, um bei Hans Walter Wolff zu promovieren. Die Dissertation wurde 1969 unter dem Titel: Studien zur Formgeschichte vom Hymnus und Danklied in Israel (WMANT 32). veröffentlicht. Im Jahr 1970 folgten das Zweite Theologisches Examen, die Ordination und der Beginn einer Assistententätigkeit in Heidelberg, die 1975 in der Habilitation über die antiköniglichen Texte des Alten Testaments mündete und die unter dem Titel: Der Widerstand gegen das Königtum (WMANT 49). 1978 veröffentlicht wurde. Sein Interesse an der Realität des biblischen Israel schlug sich in der Beteiligung an zahlreichen archäologischen Projekten in Israel (1971–1982) und deren theoretischer Reflexion nieder. 1980 wurde Crüsemann als Professor an die Kirchliche Hochschule in Bethel berufen und lehrte dort bis zu seiner Emeritierung 2004.
Crüsemann ist seit 1982 in zweiter Ehe verheiratet mit der Neutestamentlerin Marlene Crüsemann und hat eine Tochter, Nicola Crüsemann (aus erster Ehe) sowie einen Sohn.

## Arbeitsschwerpunkte
Crüsemanns Hauptarbeitsgebiet ist die Sozialgeschichte des alten Israel sowie die hermeneutische Frage nach der Rolle des Tanach für den christlichen Glauben insgesamt. Ihm geht es vor allem darum, das Alte Testament wieder in den Rang einzusetzen, der ihm im Neuen Testament zukommt, also als die Schrift. Im Unterschied zu einer rein historisierenden Sicht liegt sein Schwerpunkt auf dem wissenschaftlichen Verständnis des kanonischen Textes.
Ab 1990 arbeitete er in der Arbeitsgemeinschaft Juden und Christen beim Deutschen Evangelischen Kirchentag mit. So kam es auch zu Crüsemanns Mitarbeit an der Hauptvorlage der Westfälischen Kirche von 1999 „Gott hat sein Volk nicht verstoßen“, sowie zur Mitarbeit in der Studienkommission Kirche und Judentum der Evangelischen Kirche in Deutschland, und damit an der Ausarbeitung der Studie „Christen und Juden III. Schritte der Erneuerung im Verhältnis zum Judentum“ von 2000.
Gleichzeitig wirkte Crüsemann ab 1990 in der exegetischen Arbeitsgruppe des Deutschen Evangelischen Kirchentages mit und hat dort die Kirchentagsübersetzungen mitverantwortet, die zu einer der Wurzeln der von ihm 2006 mit heraus gegebenen Bibel in gerechter Sprache wurden.
Seine Hauptarbeitsgebiete sind die Hermeneutik des Alten Testaments, die Sozial- und Rechtsgeschichte, die kanonische Exegese und der christlich-jüdische Dialog. Er ist Mitherausgeber der Zeitschrift Evangelische Theologie, der Zeitschrift Biblical Interpretation, sowie der Bibel in gerechter Sprache.
Die „Kernthese“ seines Buches Das Alte Testament als Wahrheitsraum des Neuen (2011) lautet: „Das Alte Testament muss für ChristInnen und die christliche Theologie, ja letztlich für den christlichen Glauben denselben theologischen Rang haben, den es im Neuen Testament hat, den es also für Jesus und für die Verfasser und Verfasserinnen der (meisten) neutestamentlichen Schriften hat.“

## Sonstiges
Crüsemann war Mitglied der Christlichen Friedenskonferenz und Teilnehmer der I. und II. Allchristlichen Friedensversammlung 1961 bzw. 1964 in Prag.
Er war am 31. Oktober 2008 (Reformationstag) neben Ulrich Duchrow, Heino Falcke, Christian Felber, Kuno Füssel, Detlef Hensche, Siegfried Katterle, Arne Manzeschke, Silke Niemeyer, Franz Segbers, Ton Veerkamp und Karl Georg Zinn Erstunterzeichner des Aufrufs Frieden mit dem Kapital? Ein Aufruf wider die Anpassung der Evangelischen Kirche an die Macht der Wirtschaft.

## Veröffentlichungen (Auswahl)
- Der Widerstand gegen das Königtum. Der Widerstand gegen das Königtum. Die antiköniglichen Texte des Alten Testaments und der Kampf um den frühen israelitischen Staat. WMANT 49, 1978,  gebundene Ausgabe Neukirchen 1986 (ISBN 978-3788705350).
- mit Hartwig Thyen: Als Mann und Frau geschaffen. 1978.
- Wie Gott die Welt regiert. Bibelauslegungen, München 1986 (ISBN 978-3459016402).
- Seht welch ein Gott. Bibelauslegungen, 1987 (ISBN 978-3922463528).
- (Hrsg.): Was ist der Mensch?  Beiträge zur Anthropologie des Alten Testaments. Hans Walter Wolff zum 80. Geburtstag, München 1992 (ISBN 978-3579018119).
- Die Tora. Theologie und Sozialgeschichte des alttestamentlichen Gesetzes, München 1992; 2. Aufl. Gütersloh 1997; Sonderausgabe = 3. Aufl. Gütersloh 2005 (ISBN 978-3579052120).
- Bewahrung der Freiheit. Das Thema des Dekalogs in sozialgeschichtlicher Perspektive (KT 78), München 1983 (ISBN 3459015187), Taschenbuchausgabe Gütersloh 1993 2. Auflage 1998 (ISBN 978-3579051284).
- Elia – die Entdeckung der Einheit Gottes. Eine Lektüre der Erzählungen über Elia und seine Zeit. Gütersloh 1997 (ISBN 978-3579051543).
- mit und Udo Theissmann (Hrsg.): Ich glaube an den Gott Israels. Fragen und Antworten zu einem Thema, das im christlichen Glaubensbekenntnis fehlt. (KT 168), Gütersloh 1998, 2. durchgesehene Auflage 2001 (ISBN 978-3579051680).
- Maßstab: Tora. Israels Weisung für christliche Ethik. (Ed. Chr. Kaiser), Gütersloh 2003, 2. Auflage 2004 (ISBN 978-3579051970).
- Kanon und Sozialgeschichte. Beiträge zum Alten Testament, Gütersloh 2003 (ISBN 978-3579053974).
- mit Ulrike Bail, Marlene Crüsemann u. a. (Hrsg.): Bibel in gerechter Sprache, Gütersloh 2006, 3. Auflage 2007 (ISBN 978-3579055008).
- Das Alte Testament als Wahrheitsraum des Neuen. Die neue Sicht der christlichen Bibel. Gütersloher Verlagshaus, Gütersloh 2011. ISBN 978-3-57908122-9